# マイク・ブレア
マイク・ブレア（Mike Blair、1981年4月20日 - ）は、スコットランドのラグビー指導者。現在ジャパンラグビーリーグワンコベルコ神戸スティーラーズのアシスタントコーチ。

## プロフィール
- スコットランド・エディンバラ出身[1]。
- 現役時代のポジションはスクラムハーフ(SH)。
- スコットランド代表通算キャップ数は85でラグビーワールドカップ2003・ラグビーワールドカップ2007・ラグビーワールドカップ2011のスコットランド代表に選ばれた[2]。
- ブリティッシュ・アンド・アイリッシュ・ライオンズに選ばれたことがある[3]。

## 略歴
現役時代エディンバラ・CAブリーヴなどでプレーしていた。
現役引退後、グラスゴー・ウォリアーズ・スコットランド代表などのコーチを歴任して、2021年、エディンバラのヘッドコーチに就任。
2023年、コベルコ神戸スティーラーズのアシスタントコーチに就任。